# Búvópatak (település)
Búvópatak (Sub Piatră), település Romániában, Erdélyben, Fehér megyében.

## Fekvése
Torockótól délnyugatra, az Aranyos jobb oldali mellékvize mellett.

## Története
Nevét 1888-ban említették Búvópatak telep néven.
Búvópatak Alsószolcsva felett, a Bedellő karsztos sziklafalai alatt fekvő telep, egykor ide hordták lóháton a ványolni való posztót.
Közelében cseppkőbarlang található.

## Látnivalók
- 18. századi ortodox fatemplom